# Włodzimierz Martinek
Włodzimierz Martinek (ur. 5 kwietnia 1945 w Poznaniu) – polski lekkoatleta, płotkarz.
Jako junior zwyciężył w biegu na 400 metrów przez płotki podczas Europejskich Igrzysk Juniorów w 1964 w Warszawie (poprzednika mistrzostw Europy juniorów). Na tych samych igrzyskach zdobył srebrne medale w biegu na 110 metrów przez płotki i w sztafecie szwedzkiej 400-300-200–100 m. Miał najlepszy wynik na 400 metrów przez płotki wśród juniorów na świecie w 1964.
Był wicemistrzem Polski seniorów na 400 m przez płotki w 1965 i brązowym medalistą na 110 m przez płotki w 1964. W latach 1963 i 1964 był mistrzem Polski juniorów na obu tych dystansach. Trzykrotnie startował w reprezentacji Polski (zawsze na 400 m ppł) w 1965, w tym w finale Pucharu Europy w Stuttgarcie.
W 1966 miał startować w Mistrzostwach Europy, ale w czerwcu podczas biegu na 110 m przez płotki zerwał ścięgno Achillesa. Po wyleczeniu kontuzji startował do końca lat 60. (m.in. w dziesięcioboju), ale z mniejszymi sukcesami.
Rekordy życiowe:
- 110 m przez płotki – 14,5 s
- 200 m przez płotki – 24,1 s
- 400 m przez płotki – 51,8 s

Był zawodnikiem Warty Poznań. Po zakończeniu kariery pracował w Zakładach Cegielskiego, a potem rozpoczął własną działalność gospodarczą.